# Ikarino Kazuma
Kazuma Ikarino (sinh ngày 31 tháng 5 năm 1986) là một cầu thủ bóng đá người Nhật Bản.

## Sự nghiệp câu lạc bộ
Kazuma Ikarino đã từng chơi cho Ohara JaSRA, AC Nagano Parceiro và Renofa Yamaguchi FC.